# Sondergericht Landau
Das Sondergericht Landau war von 1939 bis 1940 ein Sondergericht mit Sitz in Landau in der Pfalz.

## Geschichte
Nach der Machtergreifung der Nationalsozialisten wurde am 21. März 1933 reichsweit für jeden Oberlandesgerichtsbezirk ein Sondergericht eingerichtet, insgesamt also 26. Am Oberlandesgericht Zweibrücken entstand kein Sondergericht. Das Sondergericht für den Oberlandesgerichtsbezirk Zweibrücken wurde als Sondergericht Frankenthal am Landgericht Frankenthal gebildet und 1938 als Sondergericht Kaiserslautern nach Kaiserslautern verlegt. 
Mit dem Beginn des Zweiten Weltkriegs wurde ein Streifen von 20 km Tiefe an der Grenze zur Roten Zone erklärt und die dortigen Behörden und auch Gerichte vorsichtshalber tiefer ins Reich evakuiert. Das Landgericht Landau in der Pfalz lag knapp außerhalb der Zone. Gleichzeitig wurde verordnet, dass für die Landgerichte, deren Sprengel auch das Freimachungsgebiet umfassten, eigene Sondergerichte eingerichtet werden sollten. Entsprechend entstand das Sondergericht Landau. Es kam jedoch zunächst zu keinen Kampfhandlungen an der Westfront, sondern zum Sitzkrieg. Daher verordnete der Reichsjustizminister die Auflösung des Sondergerichts Landau zu 14. März 1940.